# Bénarville
Bénarville est une commune française située dans le département de la Seine-Maritime, en région Normandie.

## Géographie

### Localisation

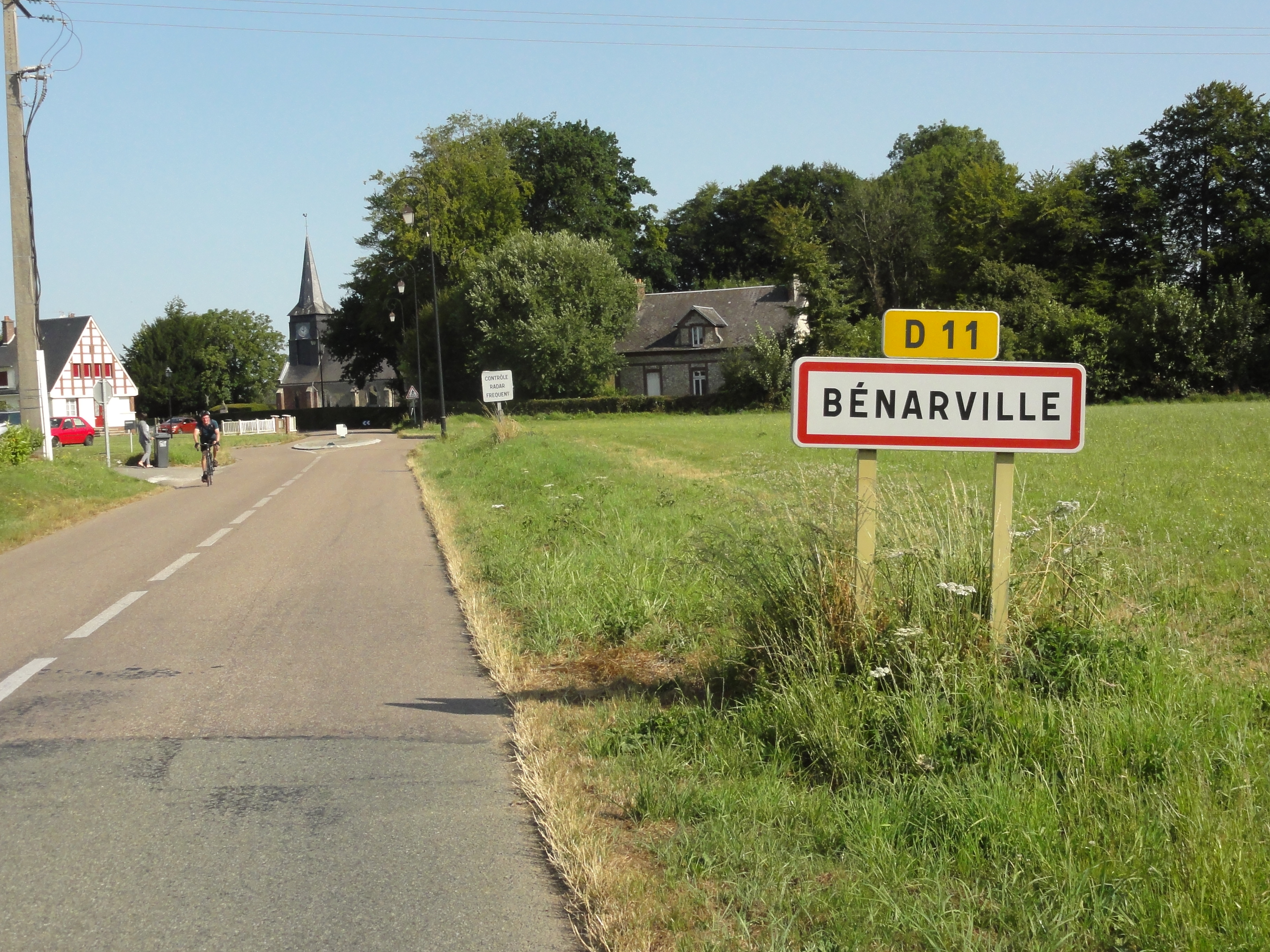
Entrée de Bénarville.

| Daubeuf-Serville    |                        | Limpiville           |
| Angerville-Bailleul | Bénarville             |                      |
|                     | Saint-Maclou-la-Brière | Tocqueville-les-Murs |

### Hydrographie
La commune est située dans le bassin Seine-Normandie. Elle n'est drainée par aucun cours d'eau,.

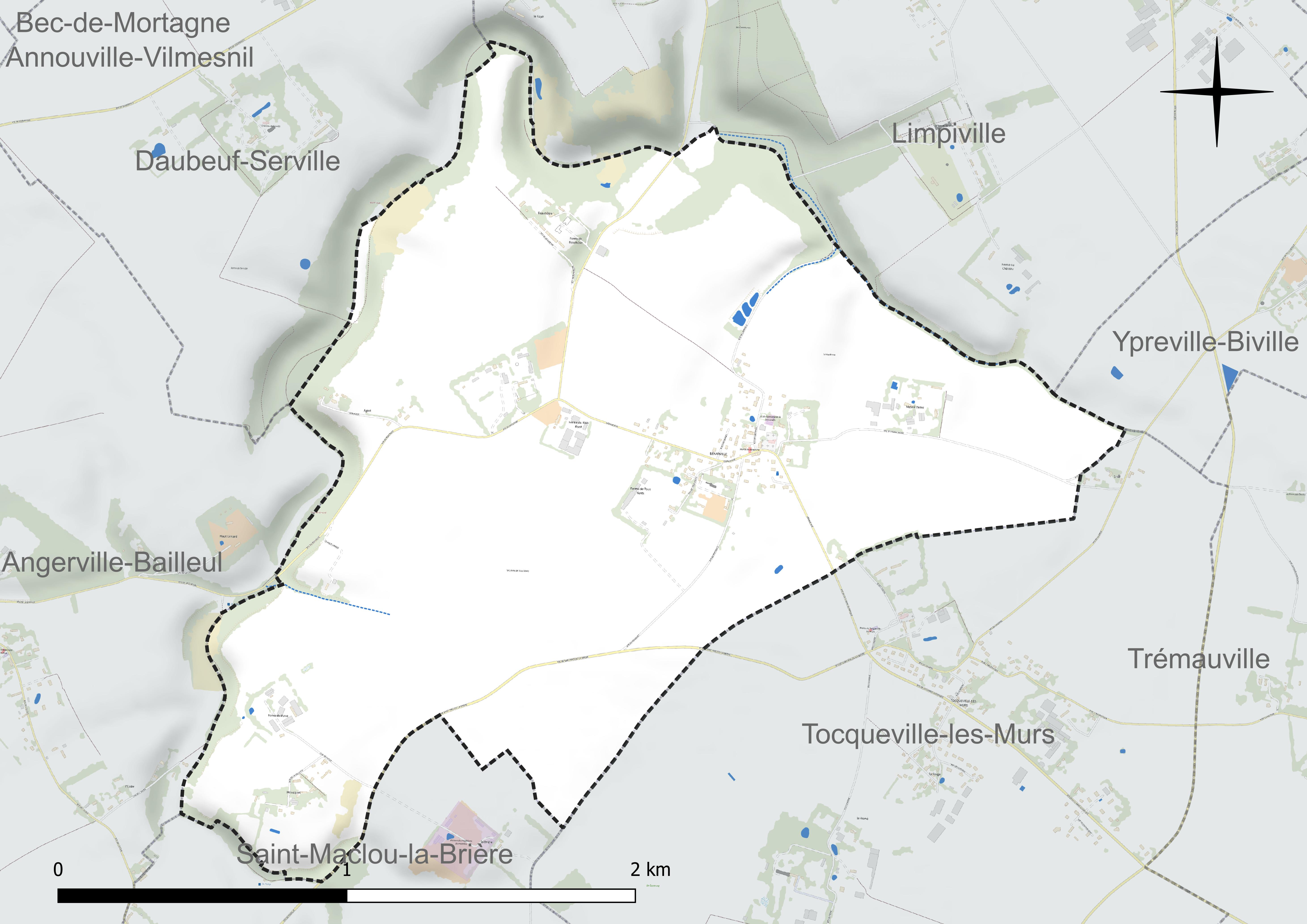
Réseau hydrographique de Bénarville.

### Climat
Pour des articles plus généraux, voir Climat de la Normandie et Climat de la Seine-Maritime.
En 2010, le climat de la commune est de type climat océanique franc, selon une étude du CNRS s'appuyant sur une série de données couvrant la période 1971-2000. En 2020, Météo-France publie une typologie des climats de la France métropolitaine dans laquelle la commune est exposée à un climat océanique et est dans la région climatique Côtes de la Manche orientale, caractérisée par un faible ensoleillement (1 550 h/an) ; forte humidité de l’air (plus de 20 h/jour avec humidité relative > 80 % en hiver), vents forts fréquents. Parallèlement le GIEC normand, un groupe régional d’experts sur le climat, différencie quant à lui, dans une étude de 2020, trois grands types de climats pour la région Normandie, nuancés à une échelle plus fine par les facteurs géographiques locaux. La commune est, selon ce zonage, exposée à un « climat maritime », correspondant au Pays de Caux, frais, humide et pluvieux, légèrement plus frais que dans le Cotentin.
Pour la période 1971-2000, la température annuelle moyenne est de 10,4 °C, avec une amplitude thermique annuelle de 13,2 °C. Le cumul annuel moyen de précipitations est de 937 mm, avec 13,7 jours de précipitations en janvier et 9 jours en juillet. Pour la période 1991-2020, la température moyenne annuelle observée sur la station météorologique la plus proche, située sur la commune d'Ectot-lès-Baons à 23 km à vol d'oiseau, est de 10,8 °C et le cumul annuel moyen de précipitations est de 905,5 mm,. Pour l'avenir, les paramètres climatiques de la commune estimés pour 2050 selon différents scénarios d’émission de gaz à effet de serre sont consultables sur un site dédié publié par Météo-France en novembre 2022.

## Urbanisme

### Typologie
Au 1er janvier 2024, Bénarville est catégorisée commune rurale à habitat dispersé, selon la nouvelle grille communale de densité à sept niveaux définie par l'Insee en 2022.
Elle est située hors unité urbaine. Par ailleurs la commune fait partie de l'aire d'attraction du Havre, dont elle est une commune de la couronne,. Cette aire, qui regroupe 116 communes, est catégorisée dans les aires de 200 000 à moins de 700 000 habitants,.

### Occupation des sols
L'occupation des sols de la commune, telle qu'elle ressort de la base de données européenne d’occupation biophysique des sols Corine Land Cover (CLC), est marquée par l'importance des territoires agricoles (91,8 % en 2018), une proportion identique à celle de 1990 (91,8 %). La répartition détaillée en 2018 est la suivante : 
terres arables (82 %), zones agricoles hétérogènes (8,2 %), forêts (8,2 %), prairies (1,5 %). L'évolution de l’occupation des sols de la commune et de ses infrastructures peut être observée sur les différentes représentations cartographiques du territoire : la carte de Cassini (XVIIIe siècle), la carte d'état-major (1820-1866) et les cartes ou photos aériennes de l'IGN pour la période actuelle (1950 à aujourd'hui).

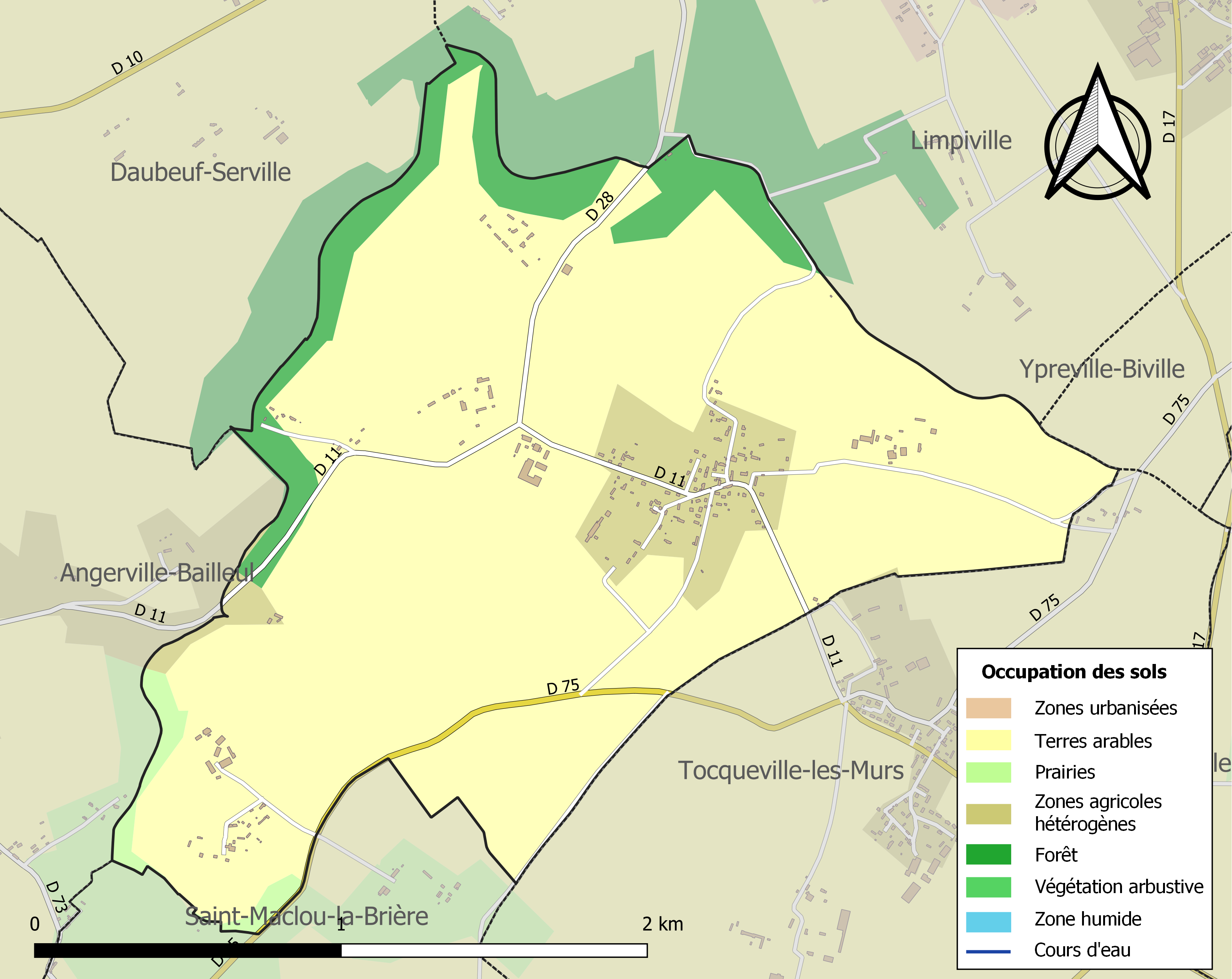
Carte des infrastructures et de l'occupation des sols de la commune en 2018 (CLC).

## Toponymie
Le lieu est attesté sous la forme latinisée Bernartvilla en 1195.
Il s'agit d'une formation médiévale en -ville au sens ancien de « domaine rural », précédé du nom du propriétaire, comme c'est le plus souvent le cas. Il s'agit de l'anthroponyme Bernard, d'origine germanique.
Remarque : le [r] devant consonne s'est généralement amuï en Normandie et en toute position dans le pays de Caux, d'où le nom de famille Bénard, Besnard fréquent dans cette province.

## Histoire
Au XIIIe siècle, le seigneur de la paroisse est Matthieu d'Abetot, chevalier ou écuyer.
L'histoire de la paroisse semble liée à celle de la famille de Bois-Rozé. À l'origine, il existe sans doute un site fortifié et un domaine seigneurial relevant des sires de Tancarville à l’époque ducale, et tenus par les Anglais pendant la guerre de Cent Ans.
Au milieu du XVIe siècle, le domaine appartient à Pierre Martel, sieur de Boscrosay.
En 1596, le titulaire de la seigneurie est Charles de Goustimesnil. Ce capitaine ligueur opère en pays de Caux et arme depuis Saint-Valery des navires contre Henri IV. En 1592, il prend d'assaut avec une poignée d'hommes la forteresse de Fécamp qu'il remet au roi l'année suivante. Ce dernier lui accorde titres, rentes et biens de seigneurs ligueurs en pays de Caux.
La paroisse est érigée en commune en 1869 par détachement de Tocqueville-les-Murs.

## Politique et administration
| Période                                  | Période                    | Identité                    | Étiquette | Qualité                                                |
| ---------------------------------------- | -------------------------- | --------------------------- | --------- | ------------------------------------------------------ |
| Les données manquantes sont à compléter. |                            |                             |           |                                                        |
| mars 1977                                | mars 2014                  | Philippe Clément-Grandcourt | UMP       | Artisan Conseiller général de Goderville (1975 → 2015) |
| mars 2014                                | juillet 2015               | Patrick Deplanque           |           | Démissionnaire                                         |
| juillet 2015                             | En cours (au 11 août 2020) | Isabelle Geulin             |           | Réélue pour le mandat 2020-2026,                       |

## Démographie
L'évolution du nombre d'habitants est connue à travers les recensements de la population effectués dans la commune depuis 1793. Pour les communes de moins de 10 000 habitants, une enquête de recensement portant sur toute la population est réalisée tous les cinq ans, les populations de référence des années intermédiaires étant quant à elles estimées par interpolation ou extrapolation. Pour la commune, le premier recensement exhaustif entrant dans le cadre du nouveau dispositif a été réalisé en 2007.

En 2022, la commune comptait 262 habitants, en stagnation par rapport à 2016 (Seine-Maritime : +0,35 %, France hors Mayotte : +2,11 %).
| 1793 | 1800 | 1806 | 1821 | 1872 | 1876 | 1881 | 1886 | 1891 |
| ---- | ---- | ---- | ---- | ---- | ---- | ---- | ---- | ---- |
| 288  | 280  | 280  | 362  | 402  | 349  | 353  | 381  | 359  |

| 1896 | 1901 | 1906 | 1911 | 1921 | 1926 | 1931 | 1936 | 1946 |
| ---- | ---- | ---- | ---- | ---- | ---- | ---- | ---- | ---- |
| 346  | 305  | 287  | 277  | 237  | 236  | 240  | 228  | 228  |

| 1954 | 1962 | 1968 | 1975 | 1982 | 1990 | 1999 | 2006 | 2007 |
| ---- | ---- | ---- | ---- | ---- | ---- | ---- | ---- | ---- |
| 208  | 181  | 169  | 171  | 190  | 213  | 193  | 232  | 237  |

| 2012 | 2017 | 2022 | - | - | - | - | - | - |
| ---- | ---- | ---- | - | - | - | - | - | - |
| 243  | 265  | 262  | - | - | - | - | - | - |

## Enseignement
La commune est dotée d'une école primaire, avec un terrain multisports et un restaurant scolaire avec salle polyvalente. 

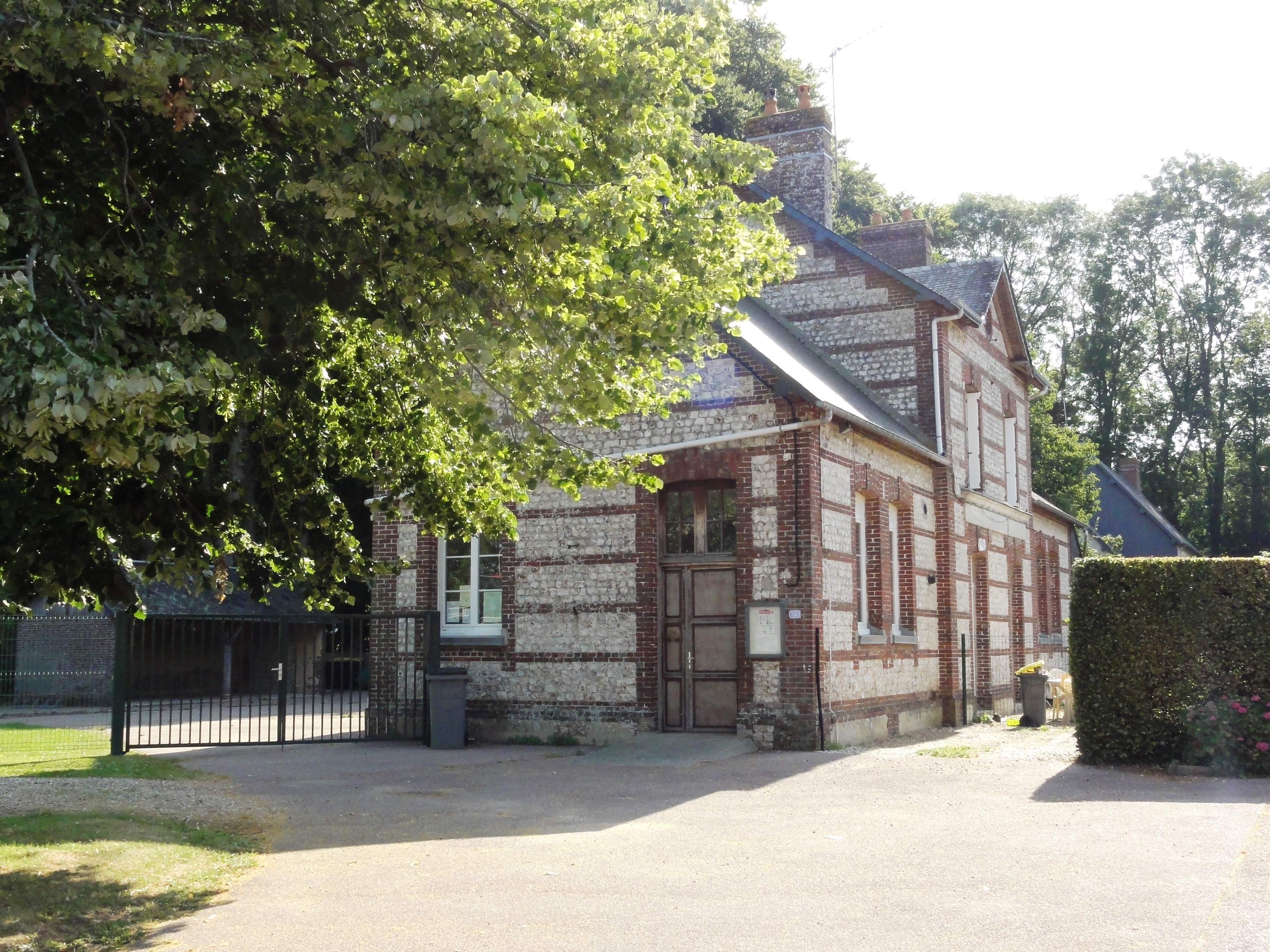
École.
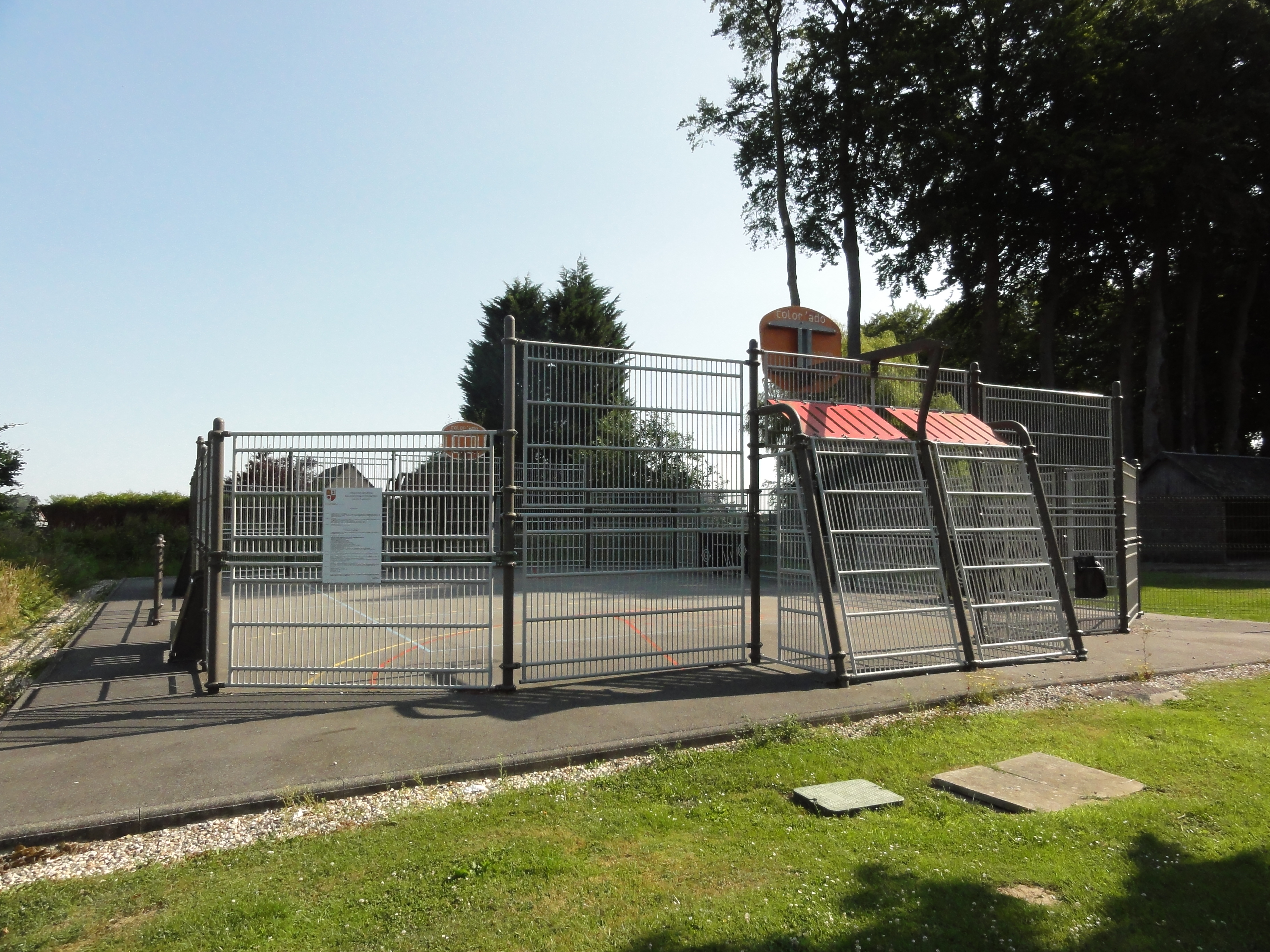
Terrain multisports.
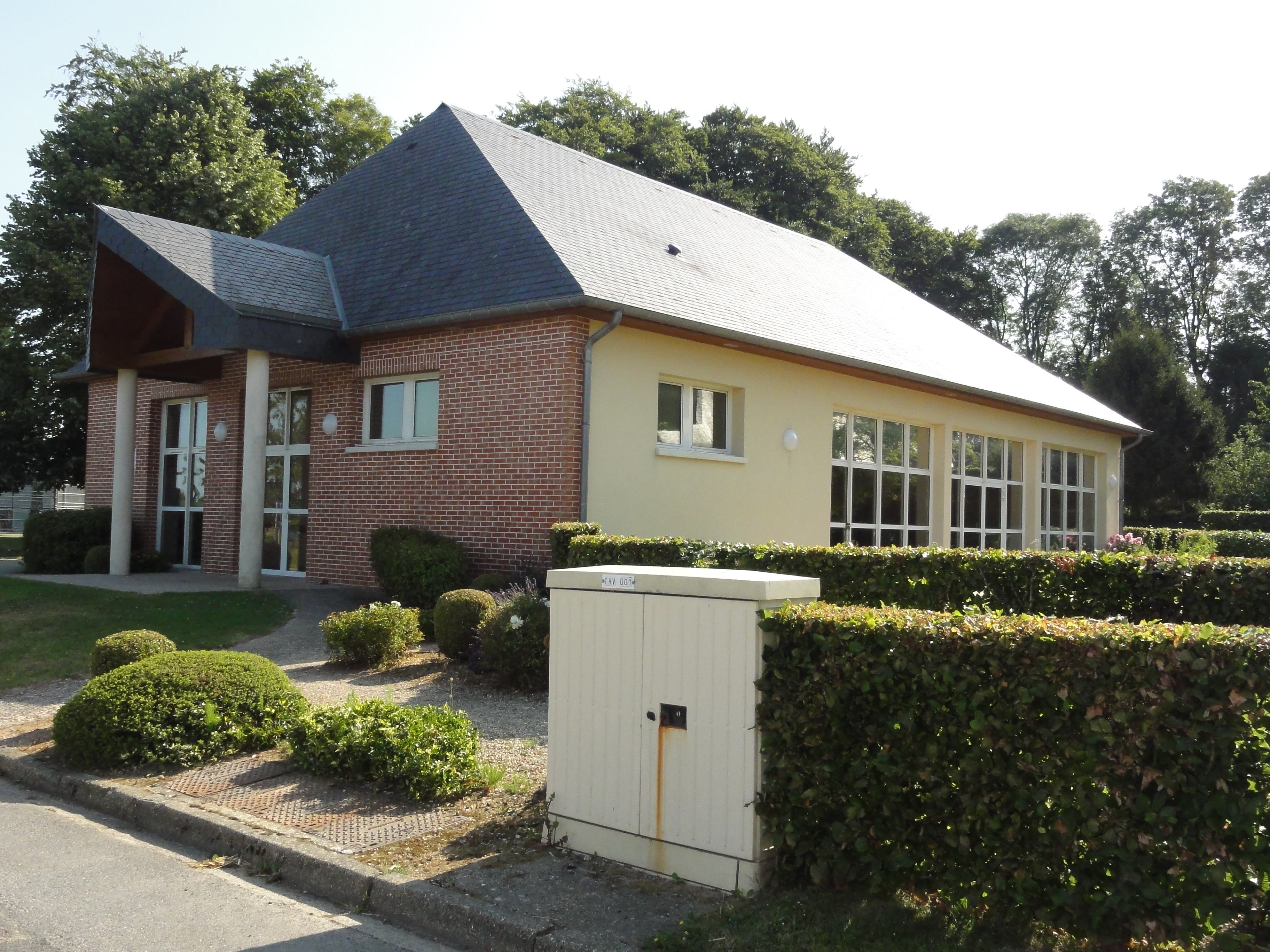
Rrestaurant scolaire avec salle polyvalente.

## Culture locale et patrimoine

### Lieux et monuments
- L'église Saint-Germain. Cette église est abandonnée quand Bénarville est réunie à Tocqueville-les-Murs au début du XIXe siècle. Elle est complètement remaniée en 1880[15].
- La maison forte du Bois-Rozé[25]. En brique et calcaire, de plan rectangulaire à deux tourelles d'angle, elle est remarquable par les dispositions défensives de son étage, invisibles de l'extérieur (sas d'entrée et salles de garde à canonnières), et accessible uniquement par une passerelle extérieure. La partie supérieure, ravagée par un incendie, a été en partie arasée (toiture moderne). Selon la tradition, cette maison forte fut construite (ou modifiée) par Charles de Goustimesnil, capitaine ligueur rallié à Henri IV en 1593. Elle fait l’objet d’un classement au titre des monuments historiques depuis le 22 mai 1996[26].
- Le monument aux morts.

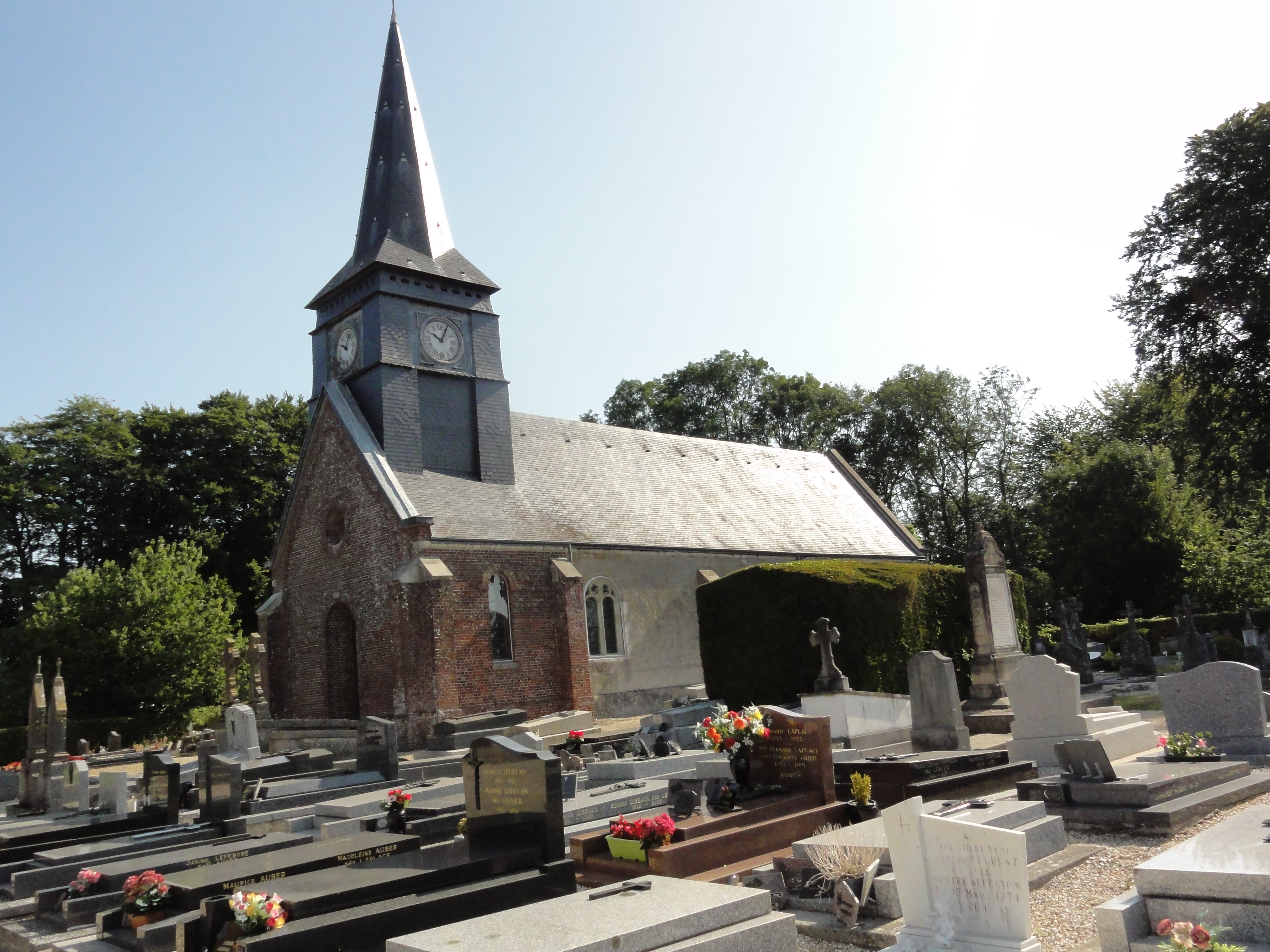
L'église Saint-Germain.
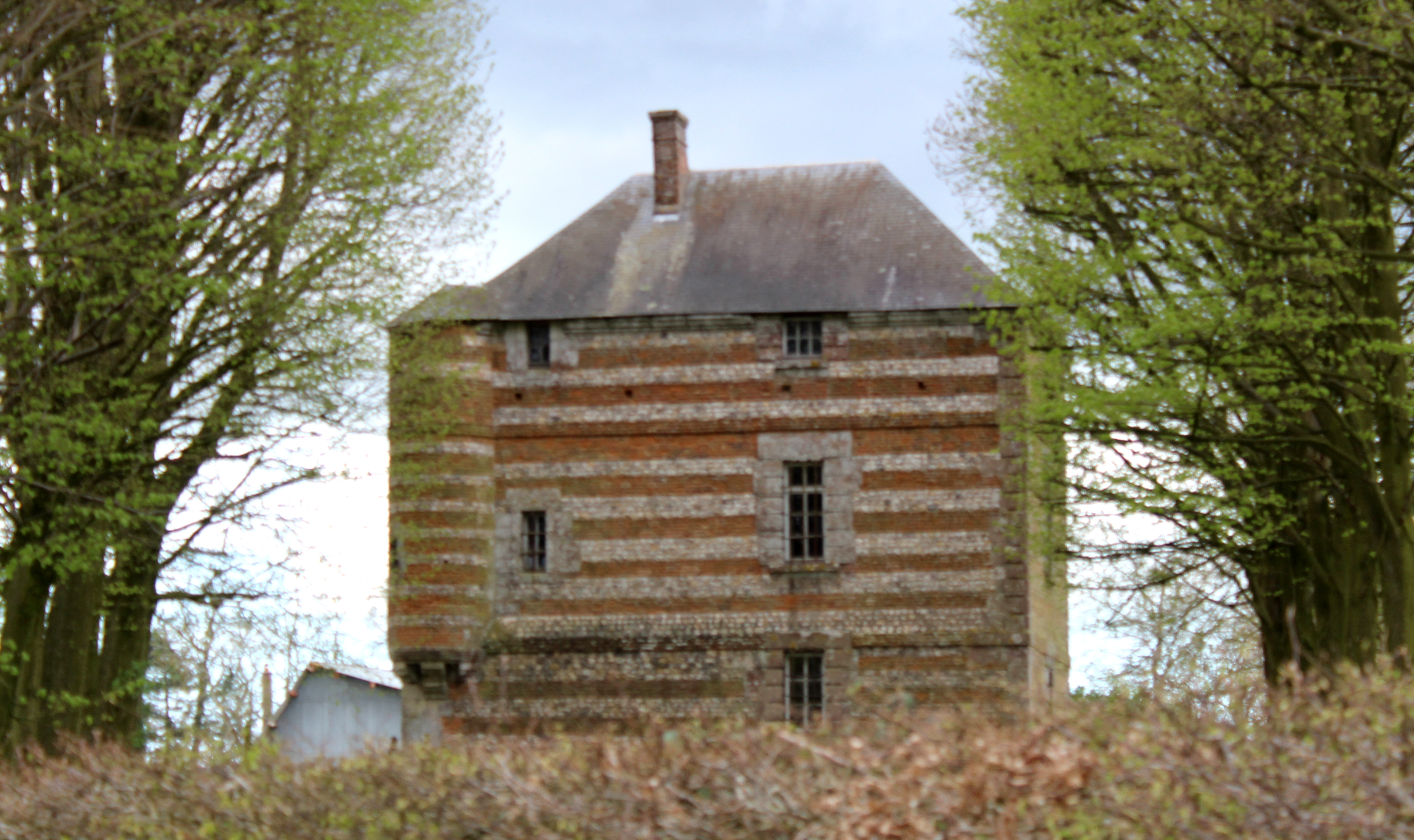
La maison forte du Bois-Rozé.
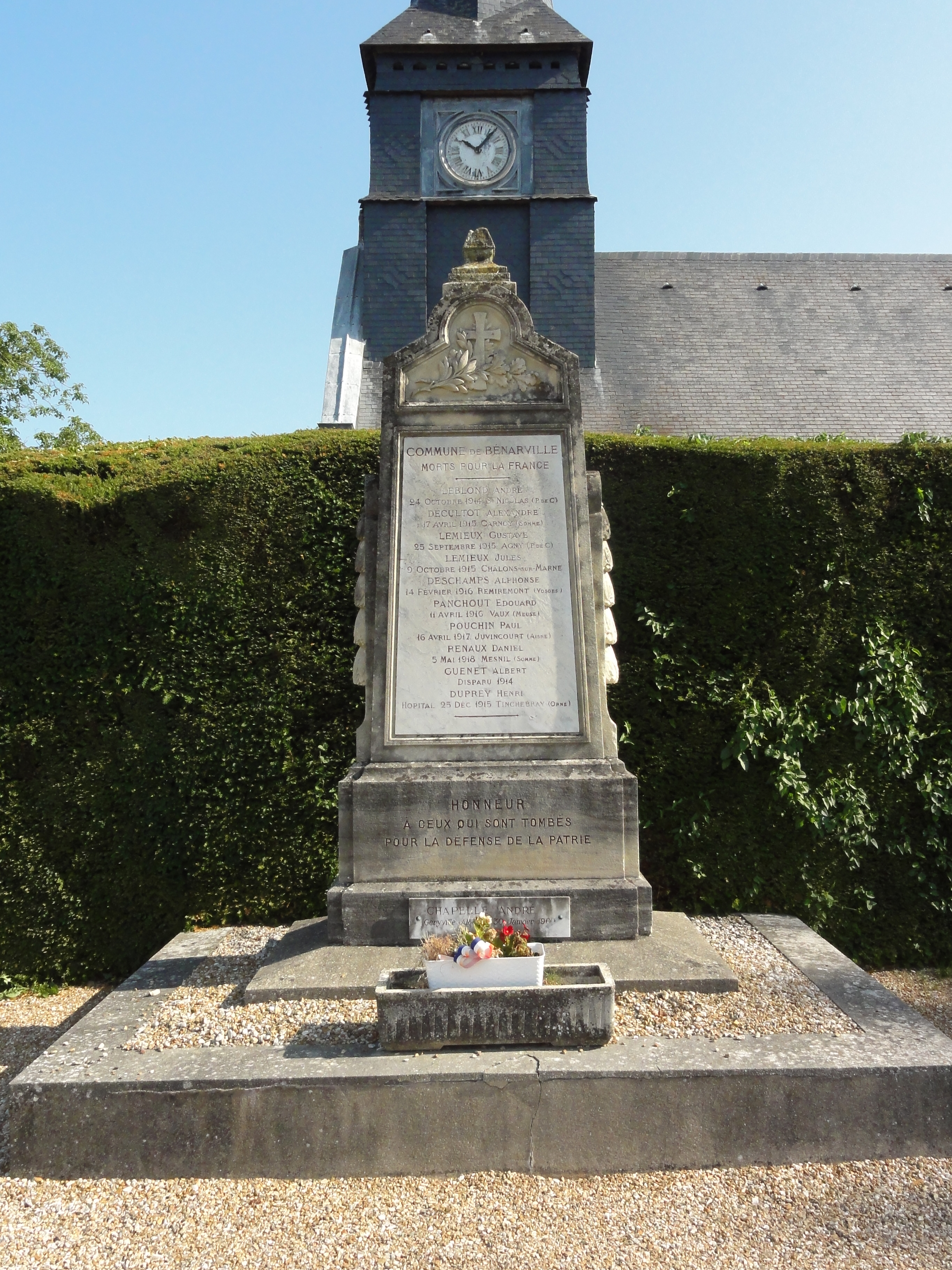
Le monument aux morts.

### Héraldique
| Armes de Bénarville | Les armes de la commune de Bénarville se blasonnent ainsi : Écartelé : au 1er de gueules à la tour d'or, maçonnée de sable, ouverte et ajourée du champ, au 2e d'argent à la tête d'aigle de gueules, au 3e d'argent à la rose de gueules pointée de sinople, au 4e de gueules au marteau d'or. Adopté le 5 février 2010. |